# Rolls-Royce Trent
Rolls-Royce Trent — серия авиационных турбовентиляторных двухконтурных двигателей (ТРДД), разработанных компанией Rolls-Royce plc во второй половине 1980-х годов для средне- и дальнемагистральных коммерческих пассажирских лайнеров и самолётов транспортной авиации.
Первая коммерческая модель Trent 700 была выпущена в 1990 году. Производится серийно и используется на коммерческих авиалайнерах Airbus (A330, A340), а также на авиалайнерах Boeing (модели 777 и 787 Dreamliner). 
На Airbus A380 используется Trent 900.
Также, двигатели Rolls-Royce Trent применяются в качестве корабельных и промышленных газотурбинных установок.

## История разработки серии ТРДД Rolls-Royce Trent
Маркетологи отделения авиадвигателей компании Rolls-Royce plc решили, что для увеличения их доли рынка необходимо разработать двигатель, подходящий практически для всех имеющихся в эксплуатации коммерческих авиалайнеров. Единственной возможностью снизить расходы на НИОКР по разработке новых двигателей было решение спроектировать единое семейство двигателей на одной конструктивной платформе. Конструктивной основой для нового семейства ТРД стал разработанный ранее успешный проект трехвального ТРДД Rolls-Royce RB211, в конструкции которого были возможны многочисленные варианты сочетания турбин низкого, среднего и высокого давления различных сечений, что давало чрезвычайно широкий спектр характеристик на различных модификациях одного двигателя.
Информация о разработке нового семейства коммерческих ТРДД была представлена компанией Rolls-Royce plc на авиашоу в Фарнборо в 1988 году. Название серии было взято по названию реки Трент в Великобритании, до этого использовавшейся в названиях двух моделей авиационных двигателей Rolls-Royce plc — первого в мире турбовинтового двигателя Trent RB.50 и ТРДД серии RB.203 Trent, первого трехвального ТРДД разработки Rolls-Royce plc с максимальной тягой 4400 кгс, пришедшего на смену семейству Rolls-Royce Spey в 1960-х годах. ТРДД Trent 1960-х не пошел в серию, но стал техническим предшественником ТРДД Rolls-Royce RB211, который лег в основу серии Rolls-Royce Trent 1990-х годов.

## Особенности конструкции
ТРДД серии Rolls-Royce Trent представляет собой базовый двухконтурный трехвальный турбореактивный двигатель со смешением потоков внутреннего и наружного контуров за турбиной, с общей архитектурой конструкции, заимствованной от предыдущего семейства трехвальных ТРДД серии Rolls-Royce RB211 разработки и производства компании Rolls-Royce plc.
Конструкция ТРДД с трехвальной турбиной позволяет использовать его в широком диапазоне режимов, благодаря возможности раздельной настройки режимов компрессоров низкого, среднего и высокого давления.
Вентилятор входного потока большого диаметра (295 см) позволяет значительно снизить скорость входного потока, что дает возможность ограничить уровень взлётных показателей шума до величины, которая требуется по техническим характеристикам таких крупных гражданских лайнеров, как Airbus A380.

## Варианты
Trent XWB
В 2010 году Rolls-Royce plc разработала новые модификации двигателей Trent XWB для семейства самолётов Airbus A350 XWB.
UltraFan
UltraFan является одним из самых крупных авиационных двигателей — диаметр его вентилятора составляет 355,6 см (140 дюймов), а мощность — 87 000 л.с., или примерно 67 МВт.; он даст большую тягу чем Rolls-Royce Trent 700 в диапазоне от 11,3 т до 45,5 т. Будет работать исключительно на экологически чистом авиационном топливе SAF (Sustainable Aviation Fuel) и обеспечит топливную экономичность на четверть выше, чем у Rolls-Royce Trent 700. Испытания демонстратора начнутся в начале 2023 года.